# 華泉
華泉（かせん、生没年不詳）とは、昭和時代に活躍した大阪の版画家。

## 来歴
経歴不詳、華泉と号す。昭和6年（1931年）成田守兼とともに、大阪の真美社という出版社から美人画「艶姿二十四孝」という木版画シリーズを発表している。本作は昭和初期のモダンな美人を描いた新版画の一種であり、成田守兼との共作であった。

## 作品
- 「艶姿二十四孝　倦怠（仮題）」　真美社版　昭和6年　個人所蔵
- 「艶姿二十四孝　洋髪着物美人（仮題）」　真美社版　昭和6年